# 二十四軒
二十四軒（にじゅうよんけん）は北海道札幌市西区にある地名。同区内の東端に位置する。
札幌市中央卸売市場に近いため、食品加工場や水産加工場が多い。

## 歴史
1871年（明治4年）、東本願寺は新潟県から現在の山鼻地区に40戸を招き、入植させた。その他の移住者と合わせて50戸のこの集落は、その年の干支にちなんで辛未一ノ村（しんびいちのむら）と呼ばれた。ところが同年の内に、山鼻の市街化を計画する開拓使の意向によって、50戸164名の住人たちは別の場所へ再移住することとなった。彼らは小集団に分散し、円山に向かった一派以外は戸数をもって新しく入植した土地の名前とした。
- 6戸 - 円山
- 8戸 - 八軒
- 12戸 - 十二軒→後に宮の森に改称
- 24戸 - 二十四軒

彼らは琴似村の基礎を造り、その後に建設された琴似屯田兵村とともに地域を発展させていった。

## 住所
| 町丁                    | 郵便番号 |
| ----------------------- | -------- |
| 二十四軒1条1丁目～7丁目 | 063-0801 |
| 二十四軒2条1丁目～7丁目 | 063-0802 |
| 二十四軒3条1丁目～7丁目 | 063-0803 |
| 二十四軒4条1丁目～7丁目 | 063-0804 |

## 施設
- 札幌市営地下鉄東西線 二十四軒駅（二十四軒1-4）
- 札幌市立陵北中学校（二十四軒2-3）
- 札幌市立二十四軒小学校（二十四軒2-3）
- 北海道脳神経内科病院（二十四軒2-2）
- 北海道獣医師会本部（二十四軒4-5）
- JR北海道バス本社・琴似営業所（二十四軒2-7）
- 坂栄養食品（二十四軒3-7）
- NX蔦井倉庫（二十四軒3-1）
- PENNY LANE 24（二十四軒4-5）

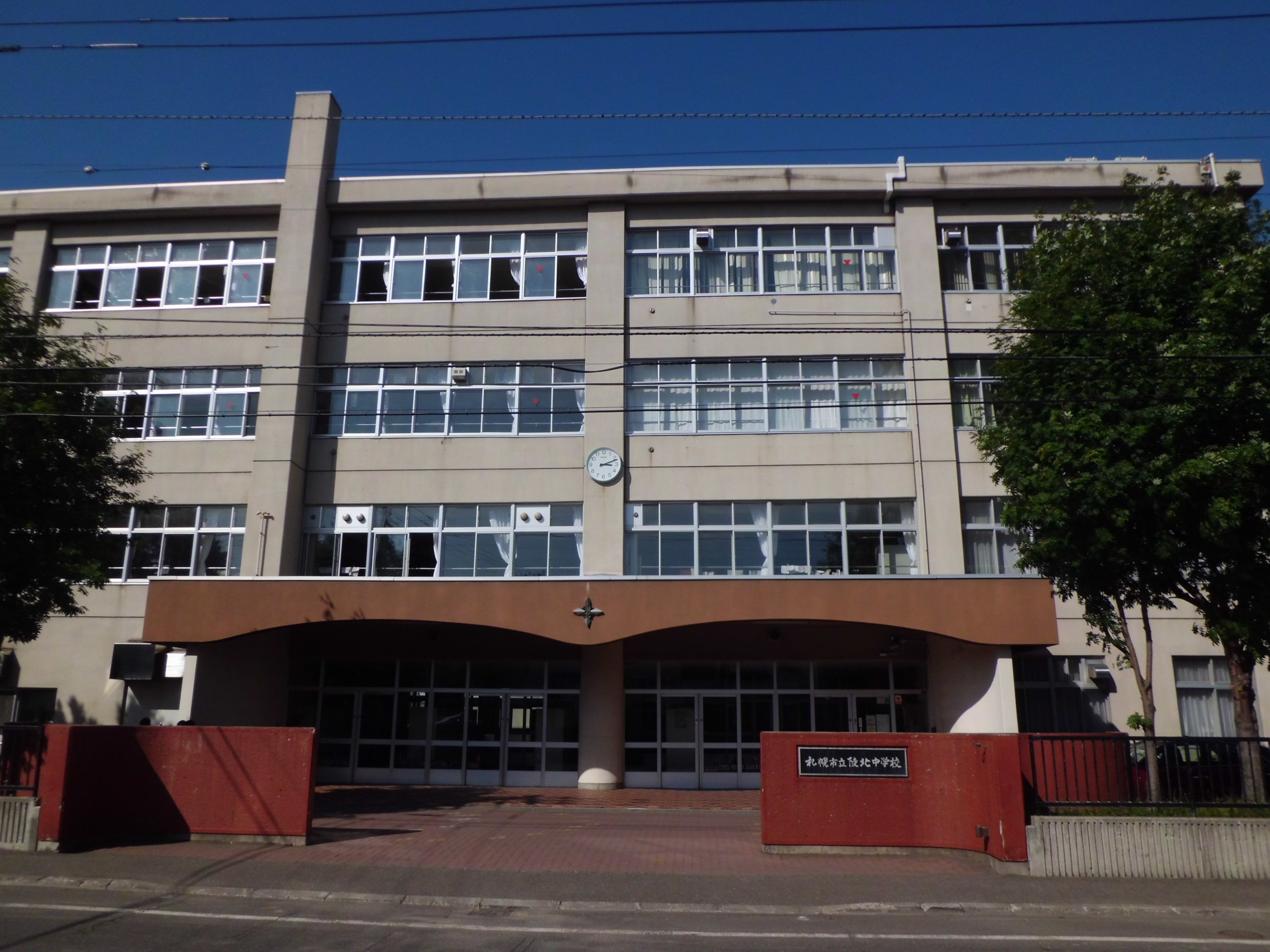
陵北中学校
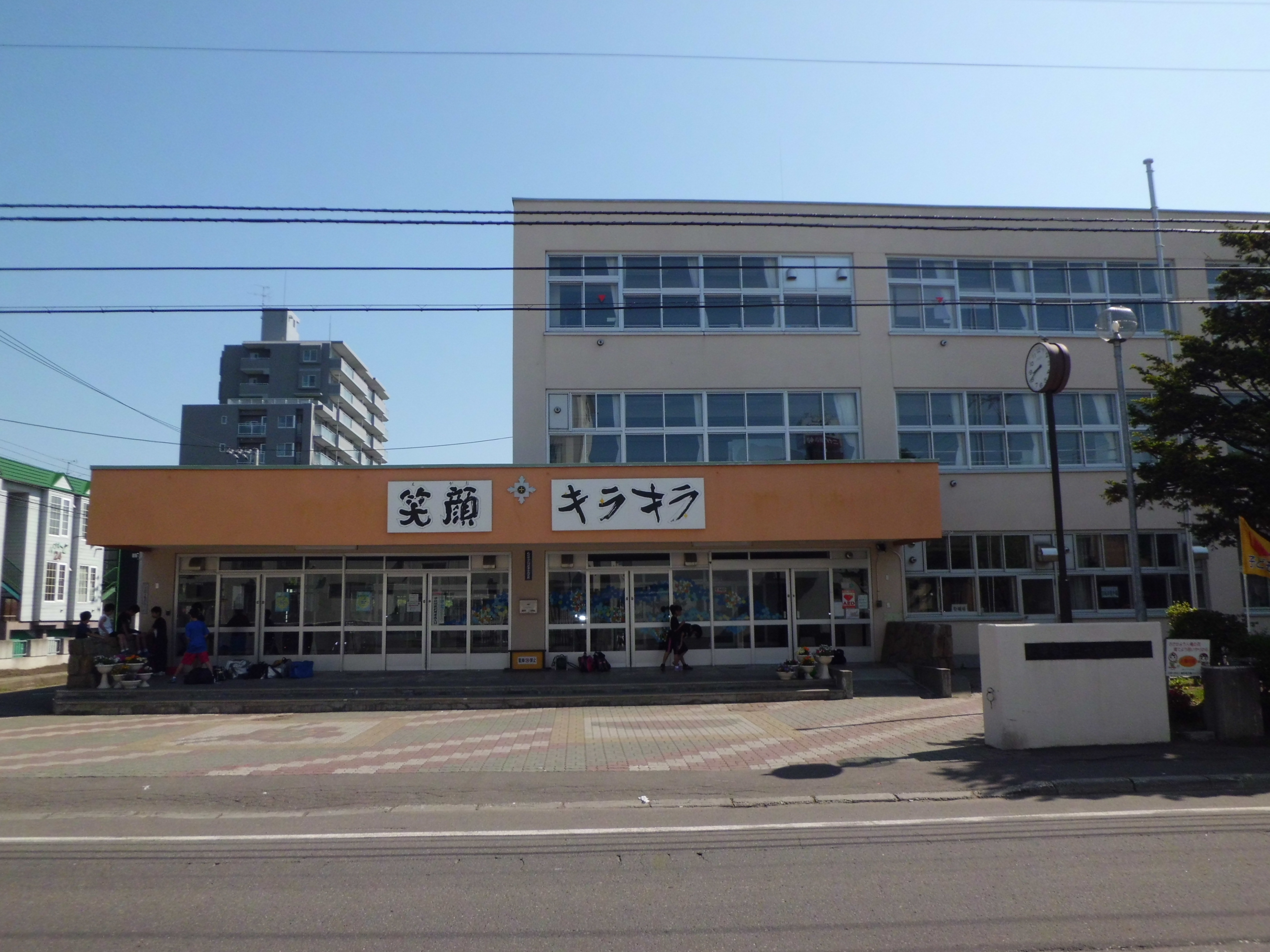
二十四軒小学校
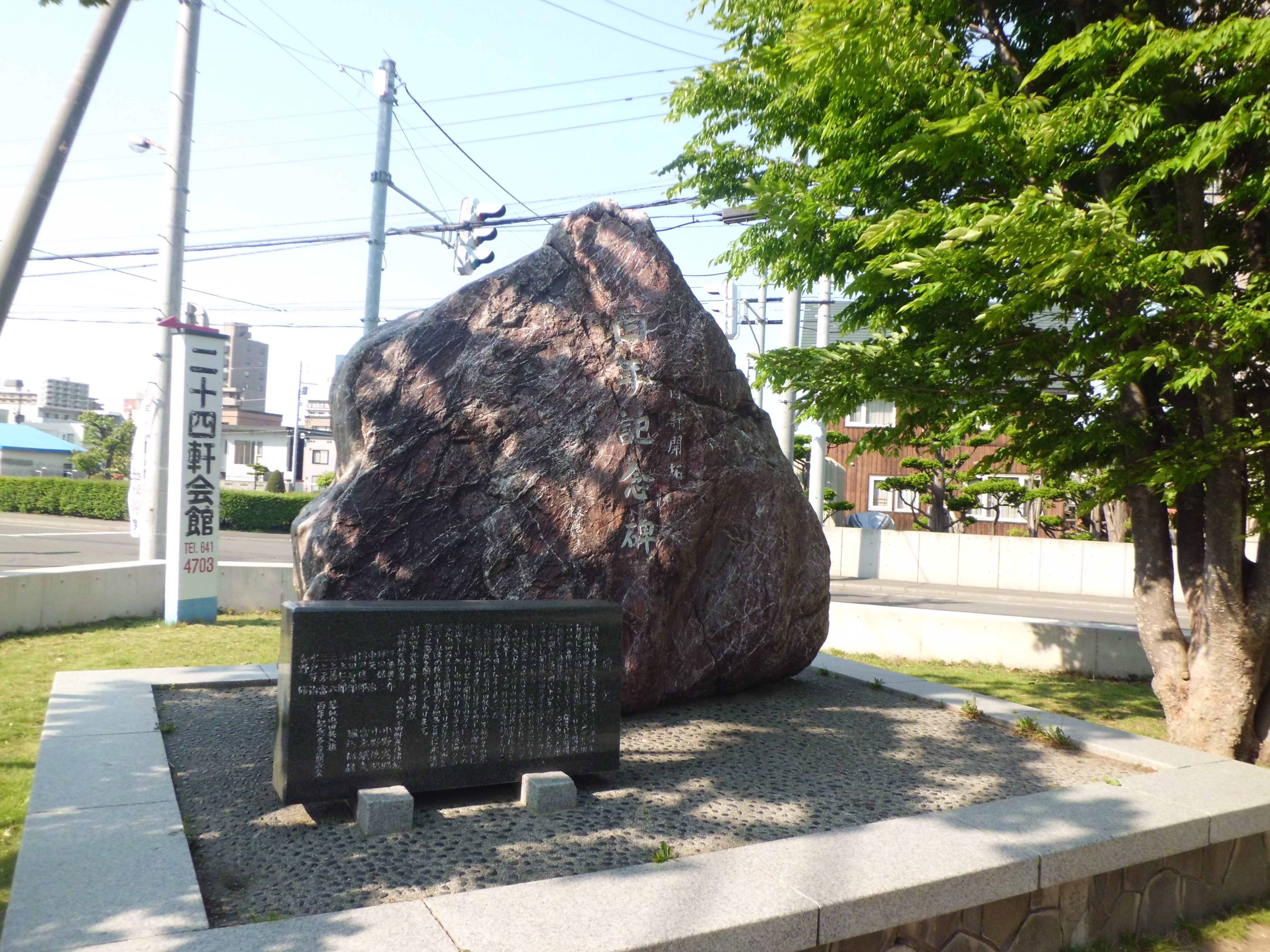
屯田兵二十四軒開拓百年記念碑